# Crêt de la Neige
Crêt de la Neige [kré d'la néž] je nejvyšší hora pohoří Jura ve francouzském departementu Ain nedaleko švýcarských hranic, asi 17 km severozápadně od Ženevy. Nadmořská výška vrcholu je podle novějších měření 1720 metrů, dříve se udávalo 1718 m.
Hora vznikla jako antiklinála v období miocénu. Je tvořena převážně jurským vápencem, proto se na úbočích nacházejí četné škrapy a závrty. Vrcholové partie jsou převážně travnaté, roste zde však také borovice kleč. V nižších nadmořských výškách se vyskytuje upolín evropský, tořič hmyzonosný, koniklec německý, žluťucha orlíčkolistá, kropenáč vytrvalý, zvonek kosníkovitý nebo udatna dvoudomá. Crêt de la Neige patří k přírodní rezervaci Haute Chaîne du Jura, žije zde rys ostrovid, kamzík horský a tetřev hlušec. Místo má drsné klima s až 2000 mm srážek ročně, v roklích chráněných před sluncem se může sníh udržet i přes léto (název je odvozen z francouzského výrazu pro sníh neige).
Nejpoužívanější cesta na vrchol Crêt de la Neige vede z městečka Thoiry. Návštěvníkům se nabízí téměř kruhový výhled, z hory je možno spatřit Ženevu a za jasného počasí i Schwarzwald.